# Manuel Cabit
Manuel Frédéric Cabit (sinh ngày 3 tháng 6 năm 1993) là cựu cầu thủ bóng đá Martinique từng thi đấu ở vị trí  hậu vệ cánh trái.

## Sự nghiệp thi đấu
Sau khi ra mắt cho Aubervilliers, anh ta chuyển đến Chambly trước khi gia nhập Belfort và Béziers.

### Ajaccio
Cabit gia nhập AC Ajaccio vào ngày 21 tháng 7 năm 2016. Sau đó, anh ta ra mắt đội bóng trong chiến thắng 2–1 tại Ligue 2 trước Troyes.
Trong mùa giải 2017–18, sự tiến bộ của Cabit đã giúp Ajaccio tiến đến trận play-offs thăng hạng Ligue 1, tuy nhiên, đội đã để thua trước đại diện Ligue 1 là Toulouse tại trận chung kết, sau 2 lượt đấu vào tháng 5 năm 2018, còn Toulouse tiếp tục ở lại Ligue 1.

### Metz
Cabit chuyển tới Metz vào ngày 13 tháng 6 năm 2019 bằng bản hợp đồng 3 năm. Tháng 11 năm 2019, anh ta bị thương nặng trong một vụ tai nạn xe hơi liên quan đến một trong những đồng đội của anh ấy Kévin N'Doram, người không bị thương. Kể từ đó, anh ta không bao giờ chơi cho Metz trong phần còn lại của bản hợp đồng và giải nghệ khi hết hạn.

## Sự nghiệp thi đấu quốc tế
Cabit có thể đại diện cho cả 2 đội tuyển Martinique và Pháp.
Vào tháng 6 năm 2017, anh ta được triệu tập cho danh sách sơ bộ 40 cầu thủ của Đội tuyển bóng đá quốc gia Martinique chuẩn bị cho giải Cúp Vàng CONCACAF 2017, tuy nhiên, anh ta bị loại khỏi danh sách 23 cầu thủ tham dự giải.